# Glarus (miasto)
Glarus (gsw. Glaris, fr. Glaris, wł. Glarona, rm. Glaruna) – miasto i gmina (fr. commune; niem. Gemeinde) w Szwajcarii, siedziba administracyjna kantonu Glarus. Leży w Alpach Glarneńskich. 1 stycznia 2011 do miasta przyłączono gminy Ennenda, Netstal i Riedern.

## Demografia
W Glarus mieszka 12 515 osób. W 2020 roku 27,7% populacji gminy stanowiły osoby urodzone poza Szwajcarią.

## Historia
10 maja 1861 roku w mieście wybuchł pożar, w wyniku którego zniszczonych zostało około 600 budynków, a 2000 osób (47% populacji miasta) pozostało bez dachu nad głową. Straty zostały oszacowane na 4,6 mln franków.

## Gospodarka
W mieście rozwinął się przemysł drzewny.

## Współpraca
Miejscowości partnerskie:
- Kobryń, Białoruś
- Wiesbaden-Biebrich, Niemcy

## Transport
Przez teren miasta przebiega droga główna nr 17.

## Przypisy

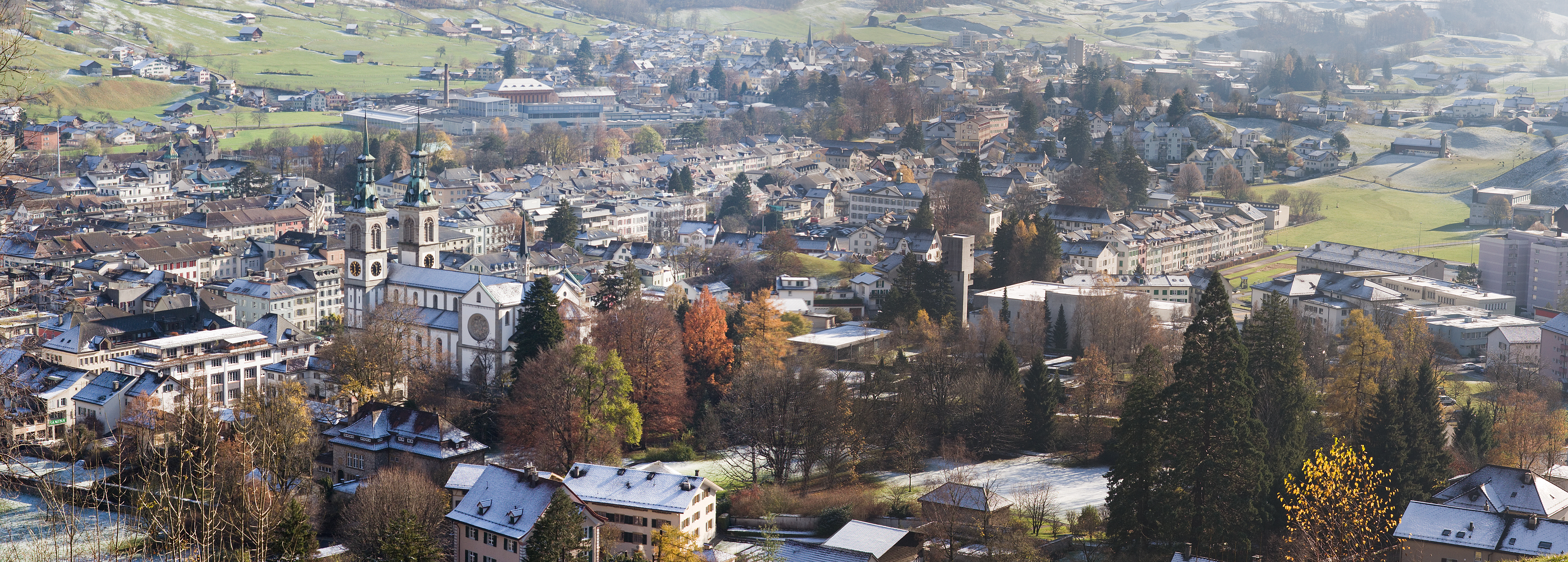
Panorama miasta z 2005 roku